# Denver, England
Denver är en ort och civil parish i Storbritannien.   Den ligger i grevskapet Norfolk och riksdelen England, i den sydöstra delen av landet, 120 km norr om huvudstaden London. Denver ligger 22 meter över havet och antalet invånare är 847.
Terrängen runt Denver är platt. Runt Denver är det ganska tätbefolkat, med 90 invånare per kvadratkilometer. Närmaste större samhälle är King's Lynn, 18,2 km norr om Denver. Trakten runt Denver består till största delen av jordbruksmark.